# Каору Нагадоме
Каору Нагадоме (јап. 永留 かおる; 7. мај 1973) бивша је јапанска фудбалерка.

## Репрезентација
За репрезентацију Јапана дебитовала је 1997. године. Са репрезентацијом Јапана наступала је на Светском првенству (1999). За тај тим одиграла је 4 утакмице.

## Статистика
| Јапан  | Јапан | Јапан |
| Год.   | Ута.  | Гол.  |
| ------ | ----- | ----- |
| 1997   | 1     | 0     |
| 1998   | 0     | 0     |
| 1999   | 3     | 0     |
| Укупно | 4     | 0     |